# 美術館時光
《美術館時光》（英語：Museum Hours）是一部2012年奧地利-美國合拍的劇情片，由傑姆·科恩編劇兼導演，故事發生在奧地利維也納的藝術史博物館。

## 人物
- 瑪麗·瑪格麗特·奧哈拉（英语：Mary Margaret O'Hara） 飾 安妮
- 鮑比·桑默 飾 約翰
- 艾拉·篳莉茲 飾 格爾達·派樂

## 獲獎與提名
| 年份 | 獎項       | 類別            | 結果 |
| ---- | ---------- | --------------- | ---- |
| 2014 | 獨立精神獎 | 約翰·卡薩維茲獎 | 提名 |
| 2014 | 獨立精神獎 | 最佳剪輯        | 提名 |

## 外部連結
- 互联网电影数据库（IMDb）上《美術館時光》的资料（英文）
- Box Office Mojo上《美術館時光》的資料（英文）
- 爛番茄上《美術館時光》的資料（英文）
- Metacritic上《美術館時光》的資料（英文）
- 開眼電影網上《美術館時光》的資料（繁體中文）
- Yahoo奇摩電影上《美術館時光》的資料（繁體中文）
- HKIFF上《藝術館的時光[永久]》的頁面 （繁體中文）